# 오봉산로
오봉산로(Obongsan-ro)는 경상남도 고성군 개천면 청광사거리와 진주시를 거쳐 함안군 군북면 태실삼거리를 잇는 경상남도의 도로이다. 주변에 있는 산의 이름인 오봉산에서 도로명을 따왔다.

## 연혁
- 2009년 7월 2일 : 2개 이상 시·군에 걸쳐 있는 도로로 오봉산로를 고시[1]

## 주요 경유지
경상남도
- 고성군 개천면 - 진주시 이반성면 - 함안군 군북면

## 노선
전 구간 국가지원지방도 제30호선에 속하기 때문에 이 노선에 대한 별도 표기는 생략한다.
| 이름                                                                                  | 접속 노선                         | 소재지     | 소재지                     | 비고 |
| ------------------------------------------------------------------------------------- | --------------------------------- | ---------- | -------------------------- | ---- |
| 청광사거리                                                                            | 지방도 제1002호선 (영회로) 청광로 | 고성군     | 개천면                     |      |
| 나동교                                                                                |                                   | 고성군     | 개천면                     |      |
| 이반성 교차로                                                                         | 국도 제2호선 (진마대로)           | 진주시     | 이반성면                   |      |
| 가산교 이반성중학교(폐교) 이반성면사무소 이반성초등학교 이반성초등학교 정수분교(폐교) |                                   | 진주시     | 이반성면                   |      |
| (평촌역입구)                                                                          | 부평길                            | 진주시     | 이반성면                   |      |
| 장평교 억시령1교                                                                      |                                   | 진주시     | 이반성면                   |      |
| 억시령                                                                                |                                   | 진주시     | 이반성면                   |      |
| 함안군                                                                                | 군북면                            |            |                            |      |
| 함안군                                                                                | 군북면                            | 억시령2교  |                            |      |
| 함안군                                                                                | 군북면                            | 태실삼거리 | 지방도 제1004호선 (사군로) |      |

## 주요 건물 및 시설
- 청광보건진료소 (경상남도 고성군 개천면 오봉산로 3)
- 이반성우체국 (경상남도 진주시 이반성면 오봉산로 707)
- 이반성치안센터 (경상남도 진주시 이반성면 오봉산로 716)
- 이반성면 행정복지센터 (경상남도 진주시 이반성면 오봉산로 719)
- 이반성중학교 (폐교, 경상남도 진주시 이반성면 오봉산로 724)
- 이반성초등학교 (경상남도 진주시 이반성면 오봉산로 762)
- 정수예술촌 (구 이반성초등학교 정수분교, 경상남도 진주시 이반성면 오봉산로 873)